# فيرنر شوستر (متزلج قفز)
فيرنر شوستر (بالألمانية: Werner Schuster)‏ هو متزلج قفز نمساوي، ولد في 4 سبتمبر 1969 في Hirschegg ‏ في النمسا.

## وصلات خارجية
- فيرنر شوستر على موقع الاتحاد الدولي للتزلج (القفز التزلجي) (الإنجليزية)